# Гвардейский бульвар (Пушкин)
Гварде́йский бульва́р — бульвар в городе Пушкине (Пушкинский район Санкт-Петербурга). Проходит от Гусарской улицы до Сапёрной улицы.
Бульвар построили в 2007 году в связи с застройкой территории жилыми дома. 31 марта 2008 года ему присвоили название Гвардейский. Название дано в память о том, что в этом районе квартировали полки Гвардейского корпуса.
По данным на октябрь 2015 года, прямого адреса по Гвардейскому бульвару нет ни у одного дома. Это связано с тем, что построенным вдоль него жилым домам присваивали адреса до марта 2008 года. Косвенный адрес имеет торговый центр на Полковой улице, 1/25, где 25 — адрес по бульвару.

## Перекрёстки
- Гусарская улица
- Стрелковая улица
- Гренадерская улица
- Полковая улица
- Сапёрная улица